# Književnost u 1885.
◄◄ | ◄ | 1882. | 1883. | 1884. | 1885.  | 1886. | 1887. | 1888. | ► | ►►
Arhitektura • Astronomija • Biologija • Film • Fotografija • Glazba • Kazalište • Kemija • Kiparstvo • Knjige • Književnost • Kršćanstvo • Meteorologija • Medicina • Planinarstvo • Politika • Pravo • Promet • Slikarstvo • Šport • Znanost • Željeznički promet
Književnost u 1885.

## Svijet

### Književna djela
- Pustolovine Huckleberryja Finna Marka Twaina
- Matijaš Sandorf Julesa Vernea
- Germinal Emilea Zole

### Smrti
- 22. svibnja – Victor Hugo, francuski romanopisac, pjesnik, esejist, dramaturg i aktivist za ljudska prava (* 1802.)

## Hrvatska i u Hrvata

### Rođenja
- 8. veljače – Ivan Kozarac, hrvatski književnik, romanopisac, pisac pripovjedaka i pjesnik († 1910.)

## Vanjske poveznice
|  | Zajednički poslužitelj ima još gradiva o temi Književnost u 1885. |